# Ярошенко, Лаврентий Артемьевич
Лаврентий Артемьевич Ярошенко (10 (23) августа 1909 год, Таганрог — 24 ноября 1975, Ленинград) — советский оперный певец-бас, народный артист РСФСР.

## Биография
Лаврентий Артемьевич Ярошенко родился 10 (23) августа 1909 года в Таганроге (по другим источникам в Харькове). Работал на заводе «Красный гидропресс» (Таганрог), участвовал в драмкружке. В 1933 году по комсомольскому набору пошёл в школу ВВС в Харькове, окончил её в 1935 году, остался работать при школе пилотом-инструктором. На 1937-1938 год - военный пилот 8-го авиаотряда особого назначения (Харьков). Написал рапорт на увольнение в связи с желанием обучаться в Харьковской консерватории.
В 1937—1941 годах учился в Харьковской консерватории (класс пения у П. В. Голубева). В 1938—1941 годах был солистом Харьковского театра оперы и балета.
В 1942—1946 годах солист Краснознамённого ансамбля красноармейской песни и пляски СССР (сейчас Ансамбль песни и пляски Российской армии имени А. В. Александрова).
С 1946 по 1968 год был солистом Ленинградского государственного театра оперы и балета имени С. М. Кирова. Вёл преподавательскую деятельность. Выступал как концертный певец.
Известный композитор Иван Иванович Дзержинский сказал о певце: «Ярошенко, бесспорно, певец той плеяды советских исполнителей, которые своей деятельностью сделали явью мечту Станиславского и Немировнча-Данченко о слиянии мастерства певца и артиста».
Умер 24 ноября 1975 года в Ленинграде, похоронен на Большеохтинском кладбище.

### Семья
- Первая жена — Ярошенко Евгения Лавровна
- Сыновья от первого брака:
  - Ярошенко Борис Лаврентьевич,
  - оперный певец Олег Лаврентьевич Ярошенко (1933—1962), заслуженный артист РСФСР (1961), солист Новосибирского государственного академического театра оперы и балета. Известен как актёр кино, снявшийся в роли Тимофея Рваного в кинокартине «Поднятая целина» на Ленфильме. Трагически погиб.
- Вторая жена — оперная певица Валерия Львовна Иванова-Любавина (30.06.1928—19.10.2011), солистка театра имени Кирова.

## Награды и премии
- Сталинская премия II степени — за оперный спектакль «Семья Тараса» Д. Б. Кабалевского (1950), поставленный на сцене ЛАТОБ имени С. М. Кирова (1951).
- Заслуженный артист РСФСР (1953).
- Народный артист РСФСР (1956).

## Оперные партии
- «Иван Сусанин» М. И. Глинки — Иван Сусанин
- «Руслан и Людмила» М. И. Глинки — Фарлаф, Руслан
- «Борис Годунов» М. П. Мусоргского — Борис Годунов
- «Князь Игорь» А. П. Бородина — Кончак; Владимир Ярославич, князь Галицкий
- «Хованщина» М. П. Мусоргского — Иван Хованский
- «Фауст» Шарля Гуно — Мефистофель
- «Дон Жуан» Вольфганга Амадея Моцарта — Лепорелло
- «Семья Тараса» Д. Б. Кабалевского — Тарас
- «Декабристы» Ю. А. Шапорина — Бестужев
- «Семён Котко» С. С. Прокофьева — Ткаченко
- «Сказка о царе Салтане» Н. А. Римского-Корсакова — царь Салтан
- «Иван Грозный» Ж. Бизе — Иван Грозный